# NGC 3263
NGC 3263 é uma galáxia espiral barrada (SBc) localizada na direcção da constelação de Vela (constelação). Possui uma declinação de -44° 07' 22" e uma ascensão recta de 10 horas, 29 minutos e 13,3 segundos.
A galáxia NGC 3263 foi descoberta em 3 de Fevereiro de 1835 por John Herschel.